# قرار مجلس الأمن التابع للأمم المتحدة رقم 952
قرار مجلس الأمن التابع للأمم المتحدة رقم 952، المتخذ بالإجماع في 27 أكتوبر 1994، بعد إعادة التأكيد على القرار 696 (1991) وجميع القرارات اللاحقة بشأن أنغولا، ناقش المجلس تنفيذ وقف إطلاق النار في البلاد ومدد ولاية بعثة الأمم المتحدة الثانية للتحقق في أنغولا حتى 8 كانون الأول / ديسمبر 1994.
بدأ مجلس الأمن بإعادة التأكيد على أهمية اتفاقات السلام في أنغولا. وقد شجع التقدم المحرز خلال محادثات السلام في لوساكا، زامبيا، وعبر أن أي تأخيرات أخرى غير مقبولة. ولا يزال هناك قلق بشأن استمرار الأعمال العدائية في البلد وتأثيرها على السكان والمساعدات الإنسانية ومحادثات السلام وولاية بعثة الأمم المتحدة الثانية للتحقق في أنغولا. تم تذكير جميع الدول بمراعاة حظر الأسلحة المفروض على يونيتا وفقًا للقرار 864 (1993).
وبعد تمديد ولاية بعثة الأمم المتحدة الثانية للتحقق في أنغولا حتى 8 كانون الأول / ديسمبر 1994، أذن المجلس بزيادة قوام عملية حفظ السلام إلى مستواها السابق البالغ 350 مراقباً عسكرياً و 126 مراقب شرطة مع موظفين محليين. وأي توسيع إضافي لوجود الأمم المتحدة في أنغولا سيعتمد أيضاً على تقرير من الأمين العام. وحث جميع الأطراف على التقيد بالالتزامات التي قطعتها في لوساكا وإقرار وقف دائم لإطلاق النار واحترامه.
وشجب المجلس استمرار الأعمال العدائية العسكرية في انتهاك للقرارات 922 (1994)، 932 (1994) و945 (1994). وفي الوقت نفسه، تم استهجان الوضع الإنساني المتدهور، بما في ذلك زرع الألغام الأرضية التي أعاقت الجهود الإنسانية ومطالبة جميع الأطراف بضمان المرور الآمن للعاملين في المجال الإنساني. وقد طُلب الإفراج عن عمال الإغاثة الإنسانية الذين اختفوا في 27 آب / أغسطس 1994، وحث جميع الأطراف على التعاون مع تحقيق الأمم المتحدة في هذا الصدد.
وأخيراً، طُلب من الأمين العام أن يقدم تقريراً إلى المجلس عن التطورات في لوساكا والحالة في أنغولا.

## روابط خارجية
- نص القرار في undocs.org